# ミマキエンジニアリング
株式会社ミマキエンジニアリング（英:MIMAKI ENGINEERING CO., LTD.）は、長野県東御市に本社を置くコンピュータ周辺機器の製造販売会社である。主に産業用の大判インクジェットプリンター、カッティングプロッターなどを製造販売している。

## 経営ビジョン
- 独自技術を保有し、自社ブランド製品を世界に供給する「開発型企業」を目指します。
- 顧客に満足いただける製品を素早く提供する小回りの利いた会社を目指します。
- 市場に常に「新しさと違い」を提供するイノベーターを目指します。
- 各人が持っている個性・能力を力一杯発揮できる企業風土を目指します。

## 概要
1975年8月に有限会社として設立された。当初は時計用水晶振動子の組立を行っていた。1981年5月に株式会社に改組した。その後、フラットペンプロッター『北斎』をはじめとした大型プロッタの製造・販売に参入した。現在はサイングラフィックス（大判インクジェットプリンタ、カッティングプロッタなど）、インダストリアルプロダクト（大判フラットベッドUVインクジェットプリンタ、フラットベッドカッティングプロッター、3D彫刻機など）、テキスタイル＆アパレル（布製品用インクジェットプリンタ）の3部門を柱とした商品展開を行っている。

## 特別協賛
隣接する自治体にある上田電鉄が保有する電車の車体ラッピングの特別協賛企業として参加している。初代「まるまどりーむ号」（7200系7253編成（2014年9月27日廃車）・7255編成）、二代目「まるまどりーむ号Mimaki」（1000系1004編成）、6000系電車6001編成（さなだどりーむ号）の外装フィルムの制作を担当した。原田泰治デザインの自然と友だち号も外装フィルムの製作を担当している｡

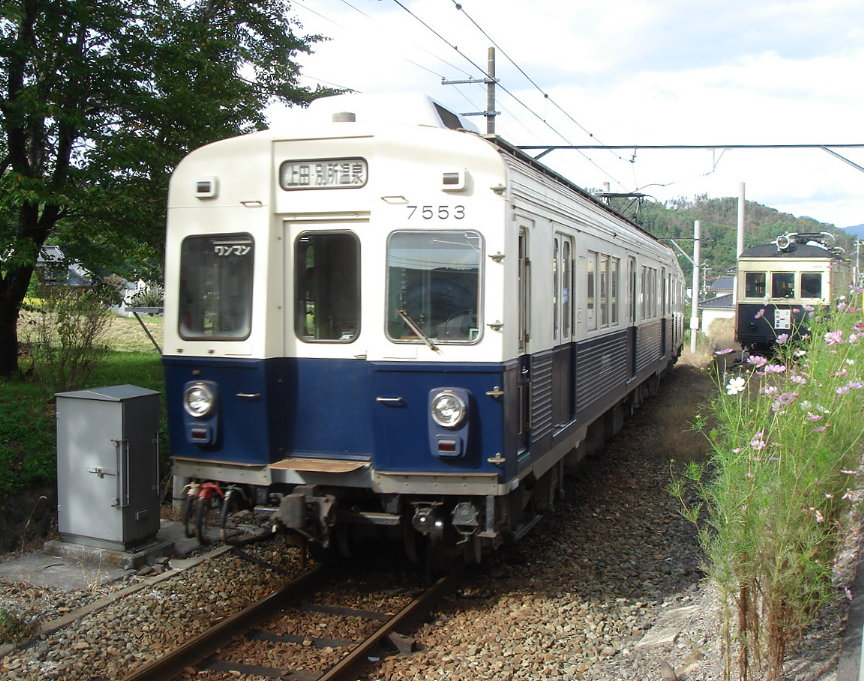
7253編成まるまどりーむ号Mimaki(2014年12月)中塩田駅にて解体
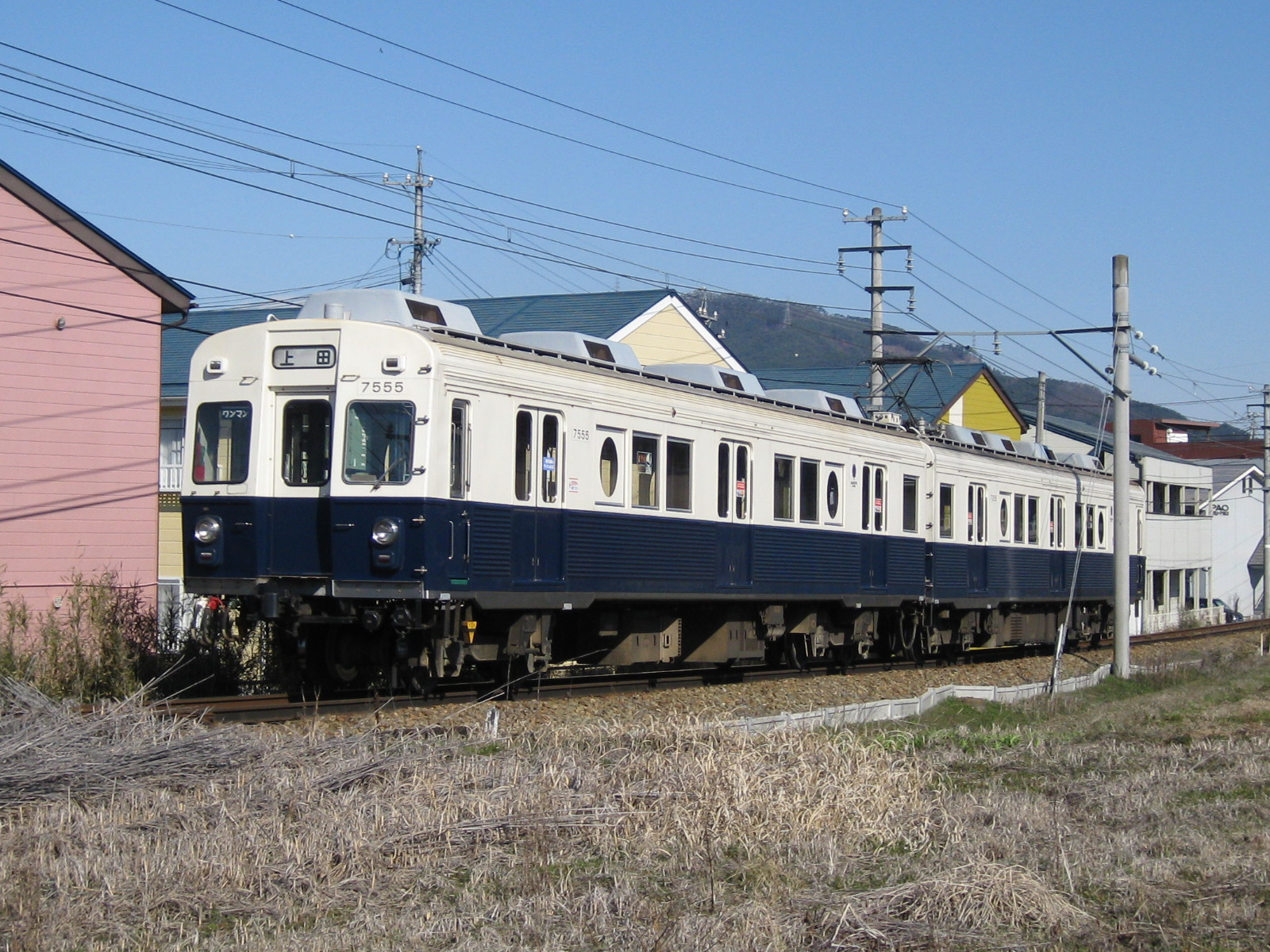
上田電鉄7255編成まるまどりーむ号(2018年5月12日)除籍現在は千葉県市原市の保育園の敷地で静態保存されている｡
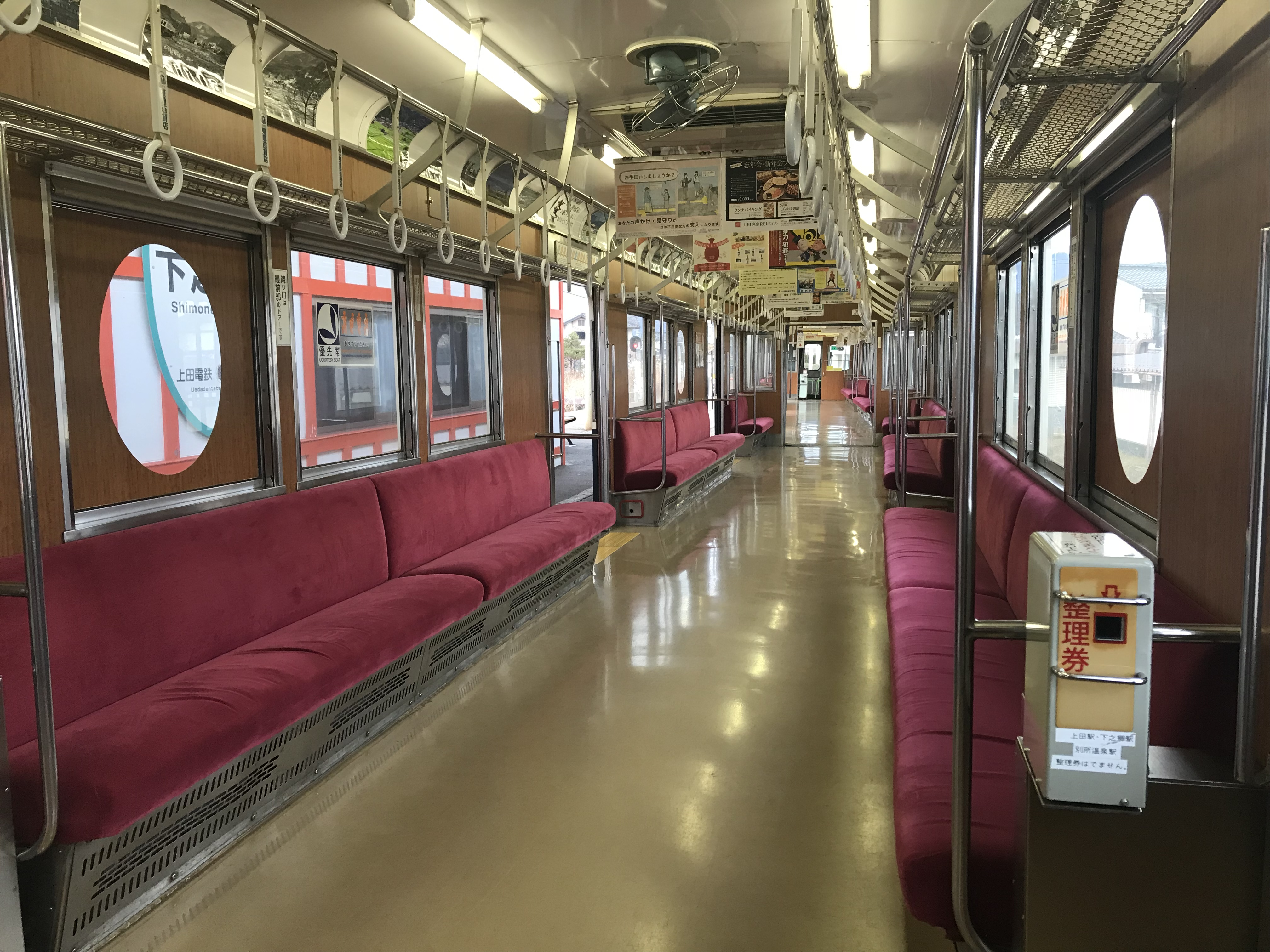
7255編成まるまどりーむ号の車内7253編成も同様であった｡
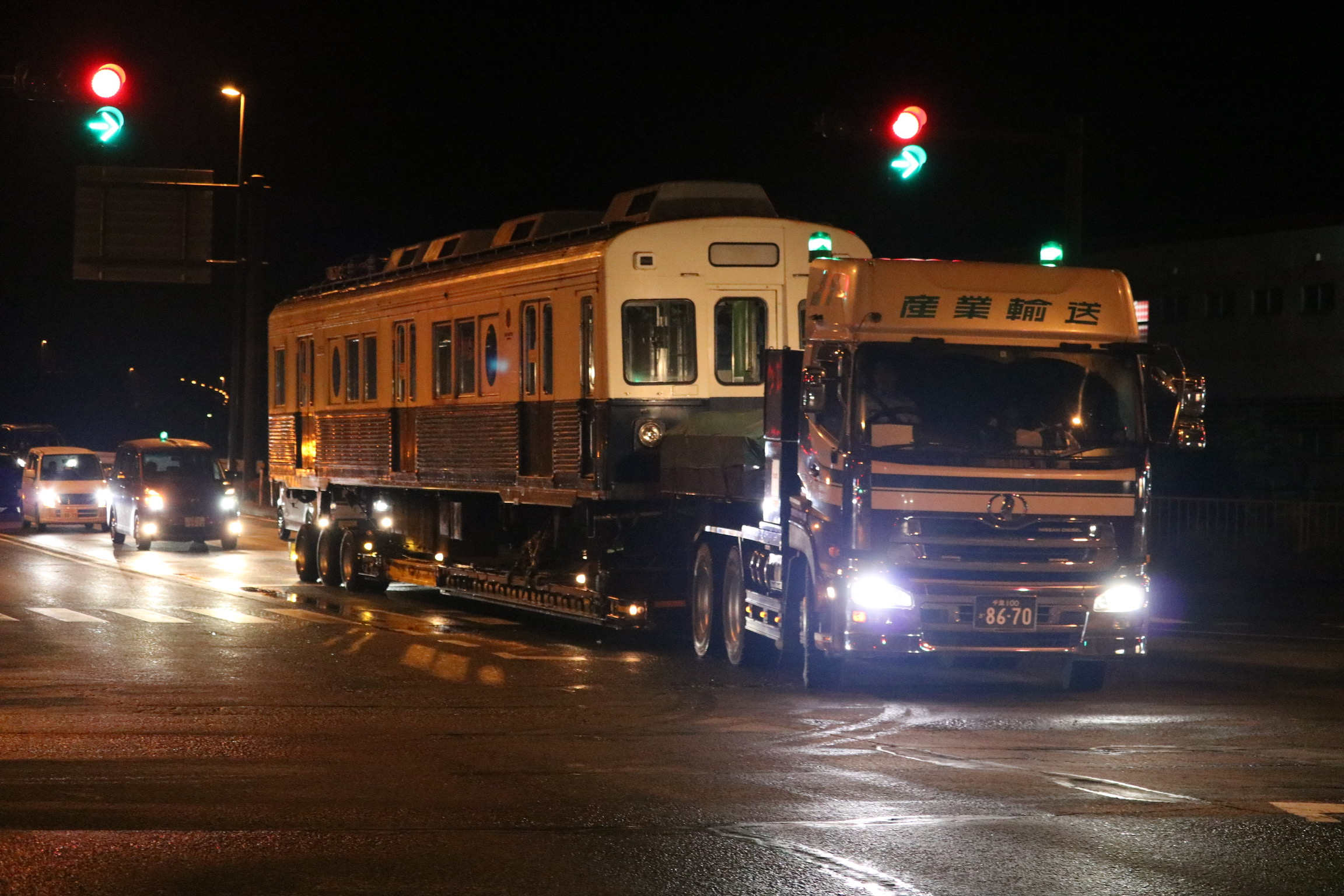
千葉県の市原市の保育園に向けて陸送されるデハ7255
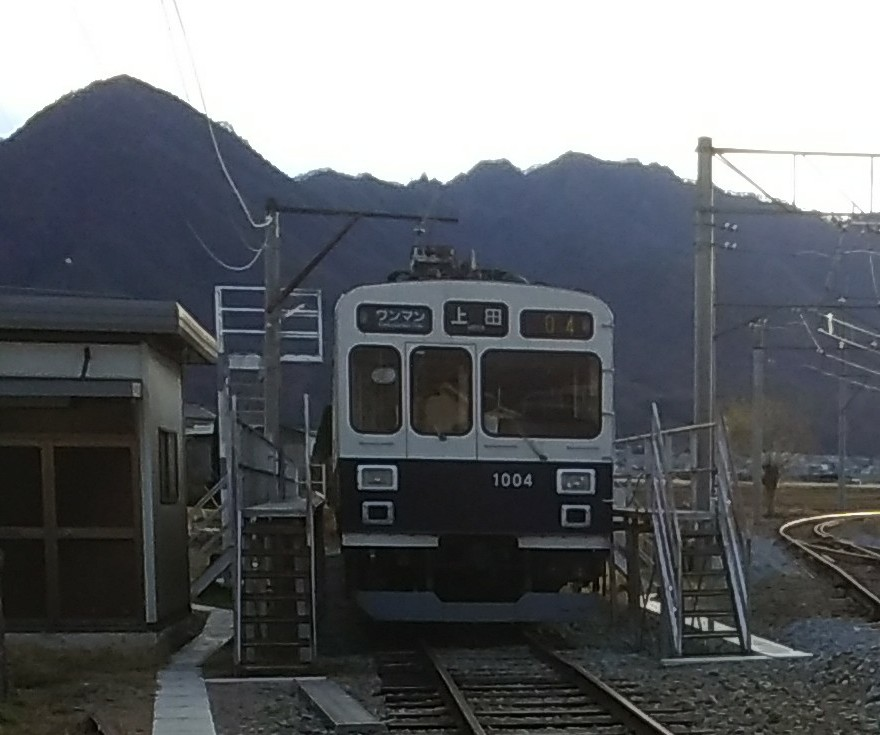
上田電鉄1004編成まるまどりーむ号Mimaki(2018年12月)
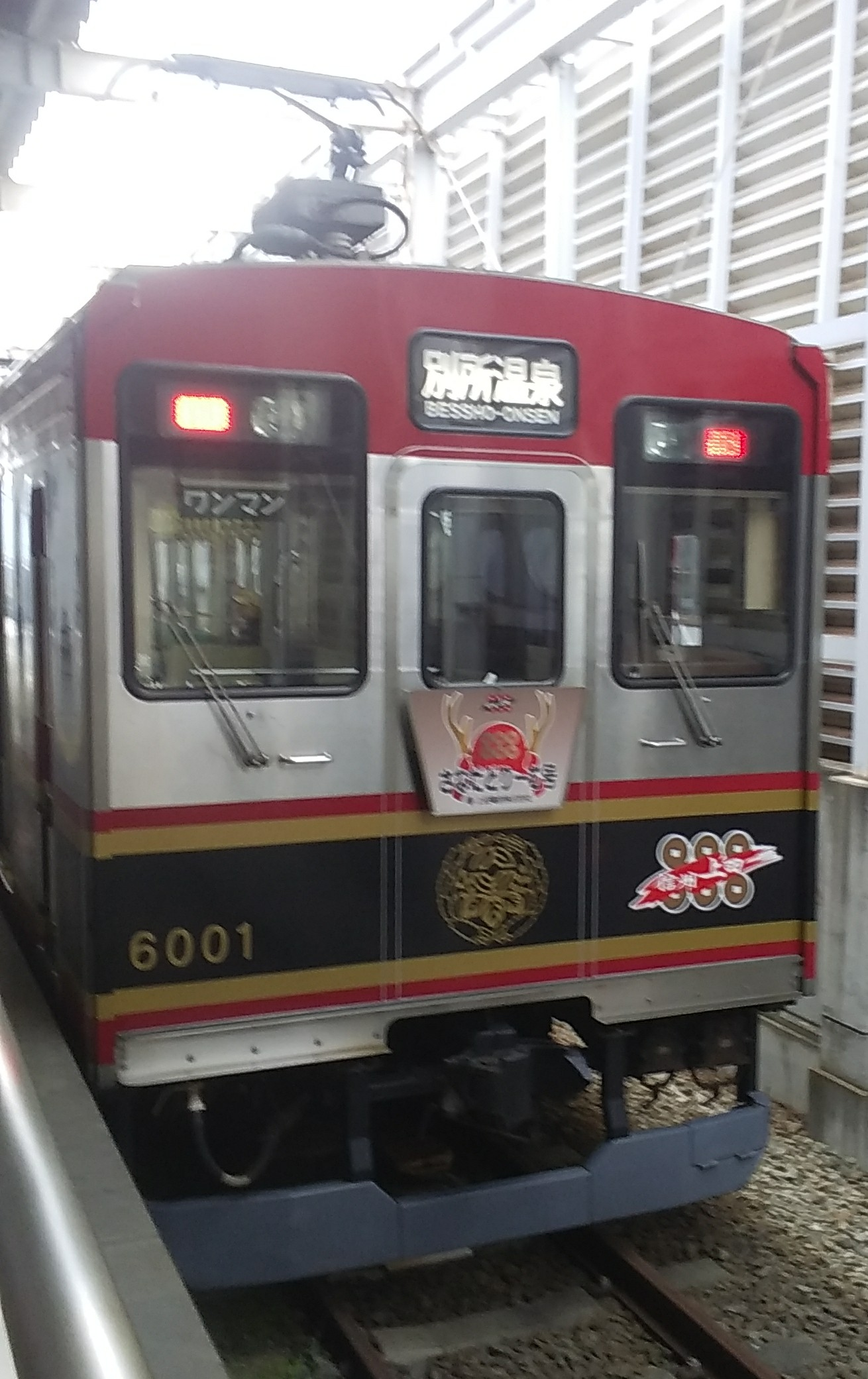
6001編成さなだどりーむ号(2018年5月)
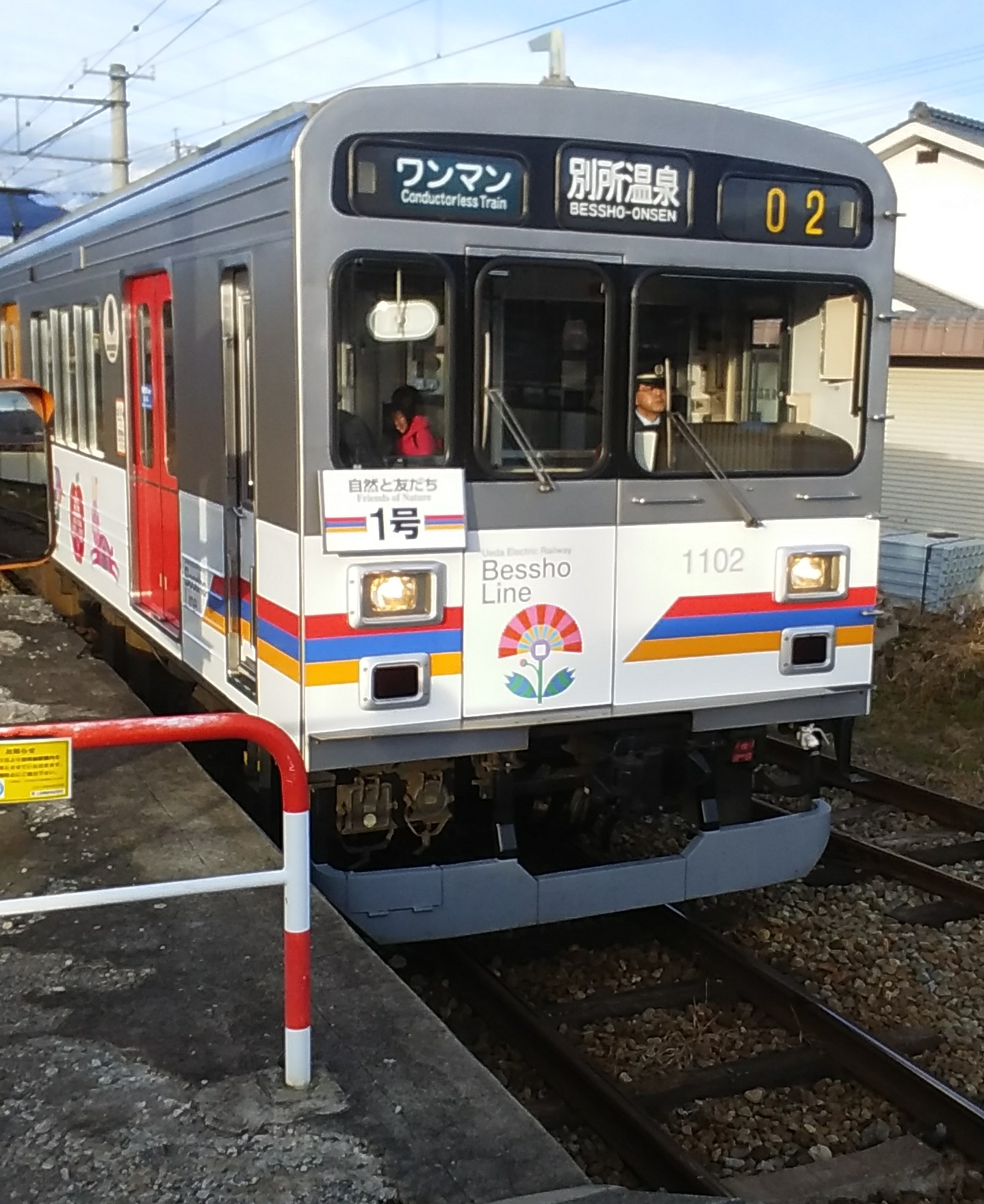
上田電鉄1002編成自然と友だち1号(2018年12月)
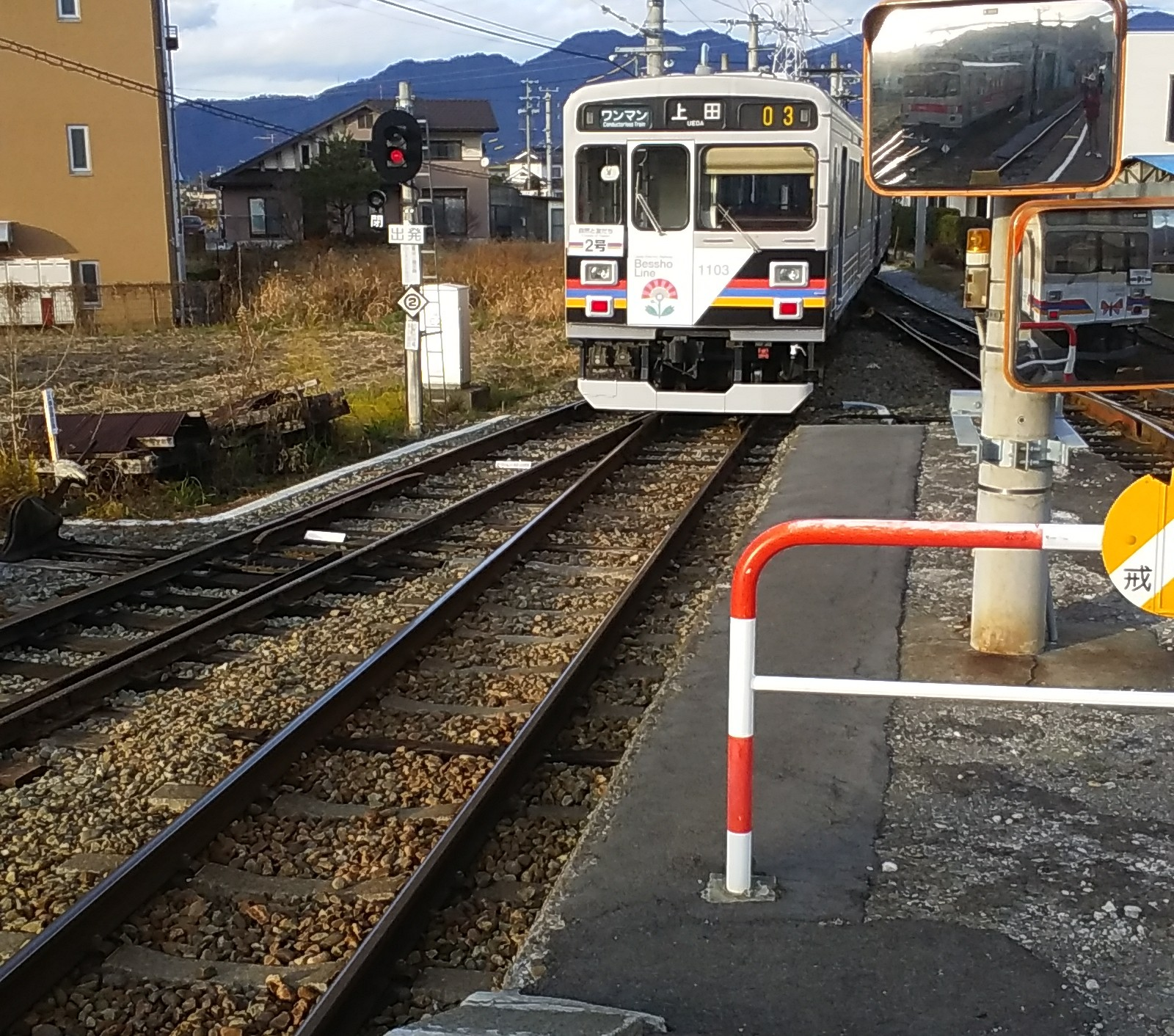
1003編成自然と友だち2号(2018年12月)

## 沿革
- 1975年8月 - 有限会社として設立した。
- 1981年5月 - 株式会社に改組した。
- 1986年3月 - 加沢工場が操業を開始した。
- 1999年9月 - MIMAKI USA, INC.を設立した。
- 2004年4月 - MIMAKI EUROPE B.V.を設立した。
- 2004年9月 - パナソニック コミュニケーションズ（現・パナソニック システムネットワークス）から閉鎖した牧家工場を購入した。
- 2006年8月 - 牧家工場に本社を移転した。
- 2007年3月 - ジャスダックに上場した。
- 2009年7月 - MIMAKI BRASIL COMERCIO E IMPORTACAO LTDAを設立した。
- 2011年11月- PT. MIMAKI INDONESIAを設立した。
- 2013年4月 - MIMAKI AUSTRALIA PTY LTDを設立した。
- 2013年4月 - MIMAKI SINGAPORE PTE. LTD.を設立した。
- 2015年3月 - 東京証券取引所第一部に市場変更された。
- 2015年5月 - 八王子開発センターを開設した。
- 2015年7月 - 株式会社ウィズテックを吸収合併した。
- 2015年7月 - 滋野ショールームを長野県東御市にオープンした。
- 2016年4月 - MİMAKİ EURASİA DİJİTAL BASKI TEKNOLOJİLERİ PAZARLAMA VE TİCARET LİMİTED ŞİRKETİを設立した。
- 2016年7月 - JPデモセンターを開設した。
- 2016年7月 - TAラボセンターを開設した。
- 2016年8月 - IPラボセンターを開設した。
- 2016年10月 - Mimaki La Meccanica S.p.Aを子会社化した。
- 2017年2月 - Mimaki Lithuania, UABを設立した。
- 2017年6月 - Mimaki Bompan Textile S.r.lを設立した。
- 2017年10月 - 北関東営業所を開設した。
- 2017年12月 - Rimslow Global Pty. Ltd.社を事業取得した。
- 2018年9月 - アルファーデザイン株式会社を完全子会社化した。
- 2018年10月 - 株式会社楽日を完全子会社化した。